# Eloy (álbum)
Eloy  es el primer álbum debut y álbum de estudio homónimo de la banda alemana vanguardista de rock: Eloy. Lanzado en 1971.
Siendo el álbum debut de Eloy, este álbum tuvo un enfoque más en el hard rock pero con un menor éxito como algunos álbumes del grupo que lograron un éxito de culto como "Inside" de 1973 y "Ocean" de 1977.
Es considerado igual el álbum como material de culto y parte del mismo seguimiento de culto y que ha tenido varias reediciones de distintas discográficas, La última versión conocida es la del 2018 lanzado por la discográfica neerlandesa independiente: Music on Vinyl.

## Sonido
El sonido del álbum se enfoca principalmente en el hard rock, pero igual con algunos inicios del rock progresivo, rock psicodélico, art rock, krautrock y el space rock.

## Lista de canciones
Todas las canciones escritas y compuestas por Erich Schriever, Frank Bornemann, Manfred Wieczorke y Helmuth Draht.. 
| Eloy  |                              |          |  |
| N.º   | Título                       | Duración |  |
| 1.    | «Today»                      | 05:56    |  |
| 2.    | «Something Yellow»           | 08:15    |  |
| 3.    | «Eloy»                       | 06:15    |  |
| 4.    | «Song of a Paranoid Soldier» | 04:50    |  |
| 5.    | «Voice of Revolution»        | 03:07    |  |
| 6.    | «Isle of Sun»                | 06:03    |  |
| 7.    | «Dillus Roady»               | 06:32    |  |
| 41:38 |                              |          |  |

En algunas ediciones después de 1997 se encuentran los siguientes sencillos extra, lanzados por la discográfica alemana independiente: Second Battle:
- "Walk Alone" - 02:47
- "Daybreak" - 02:45
- "Interview with Manfred Wieczorke (12.8.1997)" - 23:09 (entrevista con el miembro Manfred Wieczorke)

En algunas ediciones después de 2008 se encuentran los siguientes sencillos extra, en las cuales en algunos incluyen igual los sencillos "Walk Alone" y "Daybreak" pero con el siguiente sencillo extra adicional:
- "Vibrations of My Mind" - 03:35

## Personal
Los sencillos fueron escritos por Erich Schriever, Frank Bornemann, Manfred Wieczorke y Helmuth Draht y las composiciones fueron realizados por todos los miembros durante el periodo de la realización del álbum.
- Erich Schriever - vocal, teclados
- Frank Bornemann - guitarra, armónica, percusión
- Manfred Wieczorke - guitarra, vocal de apoyo, bajo
- Wolfgang Stocker - bajo
- Helmuth Draht - batería

### Personal adicional
- Peter M. Freiherr von Lepel - productor
- Konrad Plank - ingeniero de sonido